# Surendranagar Dudhrej
Surendranagar Dudhrej är en stad i delstaten Gujarat i Indien, och är administrativ huvudort för distriktet Surendranagar. Folkmängden uppgick till 177 851 invånare vid folkräkningen 2011, med grannstaden Wadhwan 253 606 invånare i storstadsområdet.